# Centropogon foetidus
Centropogon foetidus är en klockväxtart som först beskrevs av Carl Ludwig von Willdenow och Carl Sigismund Kunth, och fick sitt nu gällande namn av Franz Elfried Wimmer. Centropogon foetidus ingår i släktet Centropogon och familjen klockväxter. Inga underarter finns listade i Catalogue of Life.